# 헛대마디말속
헛대마디말속(Pseudocladophora)은 갈파래강 대마디말목에 속하는 녹조류 속의 하나이다. 헛대마디말과(Pseudocladophoraceae)의 유일속이다.

## 하위 종
- 고둥옷헛대마디말 (P. conchopheria)
- P. horii